# Muara Tais III
Muara Tais III is een bestuurslaag in het regentschap Tapanuli Selatan van de provincie Noord-Sumatra, Indonesië. Muara Tais III telt 580 inwoners (volkstelling 2010).